# The Sissy Duckling
The Sissy Duckling è un film d'animazione televisivo del 1999 diretto da Anthony Bell e liberamente ispirato a Il brutto anatroccolo di Hans Christian Andersen.

## Trama
Elmer è un giovane pulcino che a causa del suo aspetto molto femminile viene emarginato da tutti compresi i suoi genitori ma quando li salva verrà finalmente riconosciuto da essi come loro figlio.

## Produzione
I produttori di Happily Ever After: Fairy Tales for Every Child chiesero ad Harvey Fierstein di scrivere un episodio per la loro serie televisiva animata, basandosi su un classico per bambini e mettendo in evidenza elementi legati all'ebraismo. Fierstein tuttavia decise di concentrarsi su tematiche LGBT, ritenendo che, all'epoca, ci fosse maggior bisogno di rappresentazioni positive di personaggi omosessuali. Alla fine il progetto, liberamente ispirato alla fiaba del Brutto anatroccolo, non divenne un episodio di Happily Ever After, ma fu realizzato come uno speciale televisivo per bambini dell'HBO.

## Doppiaggio
| Personaggio      | Doppiatore originale |
| ---------------- | -------------------- |
| Narratrice       | Sharon Stone         |
| Elmer            | Harvey Fierstein     |
| Abner            | Andy Dick            |
| Padre di Elmer   | Ed Asner             |
| Madre di Elmer   | Melissa Etheridge    |
| Drake            | Dan Butler           |
| Mrs. Hennypecker | Estelle Getty        |
| Big Duck         | Stephen Root         |

## Accoglienza
Al suo esordio fu recensito positivamente dal New York Times.

## Riconoscimenti
- GLAAD Media Awards
  - 2000 – Candidatura al miglior episodio
- Humanitas Prize[5]
  - 2001 – Miglior sceneggiatura ad Harvey Fierstein

## Adattamenti
Nel 2002 Harvey Fierstein ha adattato la sceneggiatura nell'omonimo libro per bambini pubblicato da Simon & Schuster.